# 북러시아 개입
북러시아 개입은 북부 러시아 원정, 아르한겔스크 전역, 무르만스크 파견이라고도 알려져 있으며, 10월 혁명 이후 연합군의 러시아 내전 개입의 일부였다. 이 개입은 러시아 내전에서 러시아 백군 편에 외국군이 참전하게 했다. 백군 운동은 궁극적으로 패배했고, 영국이 이끄는 연합군은 볼시예 오제르키 전투와 같은 볼셰비키에 대한 여러 방어 작전 후에 북러시아에서 철수했다. 이 전역은 제1차 세계 대전의 마지막 달인 1918년 3월부터 1919년 10월까지 지속되었다.

## 전역의 배경

아르한겔스크현

1917년 3월, 러시아의 니콜라이 2세 차르가 퇴위하고 임시 정부가 들어섰다. 미국 정부는 4월에 독일 제국이 멕시코를 설득하여 동맹국에 합류시키려 했다는 사실을 알게 된 후 독일에 전쟁을 선포했다. 알렉산드르 케렌스키가 이끄는 러시아 임시정부는 동부 전선에서 독일 제국과 계속 싸우겠다고 약속했다. 이에 미국은 러시아 임시정부가 군사적 약속을 이행할 수 있도록 경제적, 기술적 지원을 시작했다.
1917년 6월 18일 러시아 공세는 독일의 반격으로 좌절되었다. 러시아 육군은 반란과 탈영에 시달렸다. 연합군 군수물자는 아르한겔스크와 부동항 무르만스크의 창고에 빠르게 쌓이기 시작했다. 영국 왕립 해군은 러시아가 전쟁에 계속 참여하기를 열망하며 켐프 제독 휘하에 영국 북러시아 전대를 창설했다.
블라디미르 레닌이 이끄는 볼셰비키는 1917년 10월에 집권하여 러시아 소비에트 연방 사회주의 공화국을 수립했다. 5개월 후, 그들은 독일과 브레스트-리토프스크 조약을 체결하여 동부 전선에서의 전쟁을 공식적으로 끝냈다. 이로 인해 독일 육군은 병력을 서부 전선으로 재배치하기 시작했으며, 그곳에서는 병력이 고갈된 영국군과 프랑스군이 아직 미국 해외 원정군의 증원을 받지 못한 상태였다.
조약과 동시에 레닌은 체코슬로바키아 군단이 중립을 지키고 러시아를 떠난다면 서부 전선의 연합군에 합류하기 위해 시베리아를 안전하게 통과할 수 있도록 허용할 것이라고 개인적으로 약속했다. 그러나 5만 명의 군단원들이 시베리아 횡단 철도를 따라 블라디보스토크로 이동하는 동안 절반만이 도착했고, 1918년 5월에 합의가 결렬되어 볼셰비키와 전투가 벌어졌다. 연합국에게는 1918년 4월 독일군 1개 사단이 핀란드에 상륙하여 무르만스크-페트로그라드 철도, 무르만스크의 전략적 항구, 심지어 아르한겔스크 시까지 점령하려 할지도 모른다는 우려가 커졌다. 아르한겔스크에 있는 대규모 군사 물자가 적대적인 손에 넘어갈 수도 있다는 두려움도 있었다.
이러한 사태에 직면하여 영국과 프랑스 정부의 지도자들은 서방 연합국이 북러시아에 군사 개입을 시작해야 한다고 결정했다. 그들의 목표는 세 가지였다. 첫째, 아르한겔스크에 비축된 연합군 군사 물자가 독일이나 볼셰비키의 손에 넘어가는 것을 막는 것. 둘째, 시베리아 횡단 철도에 고립된 체코슬로바키아 군단을 구출하고 동부 전선을 부활시키기 위한 공세를 감행하는 것. 셋째, 체코슬로바키아 군단의 도움을 받아 볼셰비키 군대를 물리쳐 현지 시민들로부터 반공군을 확대하는 것이었다.
군대가 severely 부족한 영국과 프랑스는 미국 대통령 우드로 윌슨에게 북러시아 전역, 즉 북러시아에 대한 연합군 개입에 미군을 파병해 달라고 요청했다. 1918년 7월, 미국 전쟁부의 조언에 반하여 윌슨은 급히 조직된 미국 육군 제339보병연대 병력의 제한적인 참전을 허용했으며, 이 부대는 미국 북러시아 원정군으로 명명되었고, 별명은 북극곰 원정대였다. 윌슨은 그의 각서를 통해 미국 개입의 지침을 설정하면서, 러시아에 미군을 파견하는 목적은 "러시아군에 나중에 필요할 수 있는 군수 물자를 보호하고, 러시아인들이 스스로 방어 태세를 갖추는 데 수락할 수 있는 도움을 제공하는 것"이라고 말했다.“President Wilson's Aide-Memoire on the subject of military intervention in Russia”. 《pbma.grobbel.org》. 2016년 12월 6일에 확인함.

## 국제 병력

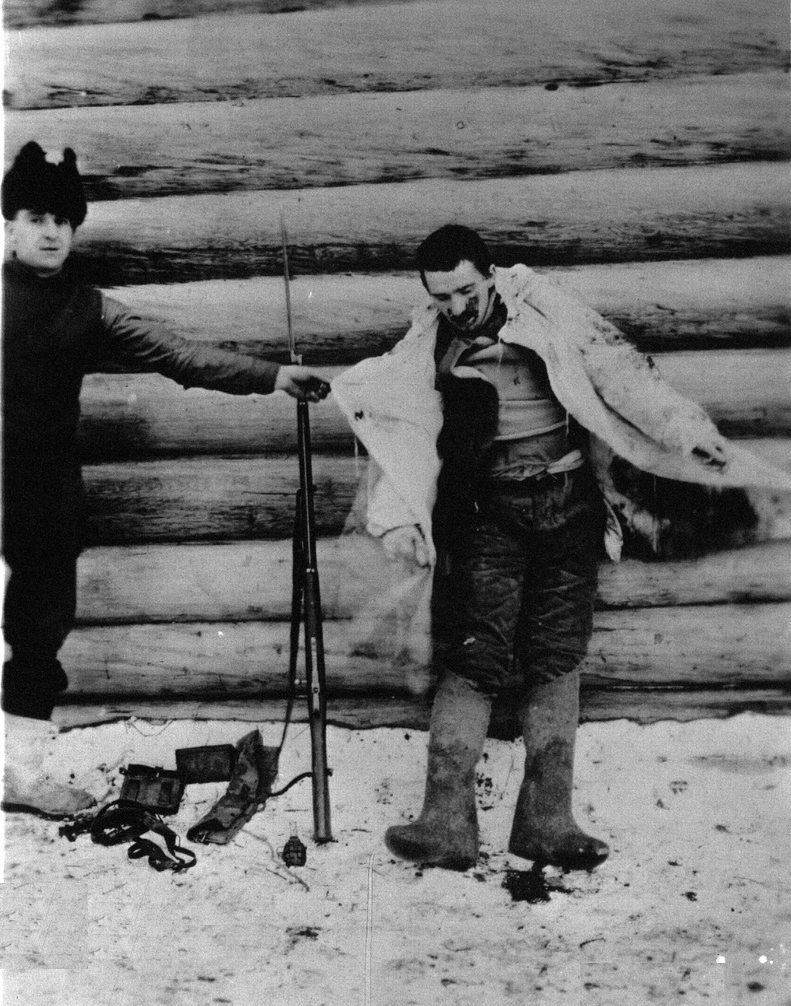
1919년 1월 8일, 미군 경비병에게 사살된 볼셰비키 병사

이전에 러시아에서 2년을 보낸 영국 육군 중장 F.C. 풀은 영국 육군 장관, 밀너 경에 의해 아르한겔 원정대를 이끌도록 임명되었다.
국제군은 다음을 포함했다:

### 영국 제국
영국 육군:
- 본부 병력,
  - 제2/10(자전거) 대대, 로열 스코츠,
  - 제2/7 대대, 더럼 경보병 연대,
    - 제548(던디) 육군 공병대, 왕립 공병대,
    - 제253 중대, 기관총군단,
    - 캐나다 썰매개 전문가 말라뮤트 중대

- 제236보병여단,
  - 제17(정규)대대 (제1시티), 킹스 (리버풀) 연대
  - 제6(정규)대대, 그린 하워즈
  - 제13(정규)대대, 그린 하워즈
  - 제11(정규)대대 (제1사우스 다운), 로열 서섹스 연대

- 제237보병여단,
  - 현지에서 모집된 3680명의 카렐리야인으로 구성된 3개 "열"의 "카렐리야 연대".
  - 1120명의 세르비아 병사로 구성된 2개 "열".

- 제238보병여단,
  - 영국 장교들이 지휘하는 "핀란드 군단"(붉은 핀란드인).
    - 제2/9(런던주)대대 보병 중대, 런던 연대
    - 기관총군단 제253 중대에서 파견된 2개 분대,
    - 왕립 공병대 제548(던디) 육군 공병대에서 파견된 2개 분대
    - 제238 참호 박격포대

- 제52대대, 맨체스터 연대,
- 그리고 로열 더블린 푸질리어 연대 병력.
- 슬라브-영국 연합군단 (SBAL): 주로 반볼셰비키 러시아 자원병(다이어 대대 포함)으로 구성된 영국군 훈련 및 지휘 부대.
- 캐나다 야전 포병대
  - (캐나다 야전 포병대 제16여단 제67, 68포대)

- 왕립 야전 포병대
  -     - 제421포대

  - (제32여단 제86, 135포대)
  - 제6여단
    - 제420포대
    - 제434포대
    - 제435포대
    - 제1203포대

영국 왕립 해군:
- 수상 비행기 모함 HMS 페가수스 및 HMS 나이라나를 포함한 20척 이상의 선박으로 구성된 소함대
- 제6대대 해병 보병 (RMLI)

영국 왕립 공군:
- 에어코 DH.4 폭격기, 페어리 캄파니아 및 소프위드 베이비 수상 비행기, 그리고 단 한 대의 소프위드 카멜 전투기로 구성된 부대.“British Military Aviation in 1918 – Part 2”. Rafmuseum.org. 1918년 6월 6일. 2012년 6월 30일에 원본 문서에서 보존된 문서. 2012년 4월 28일에 확인함. 

#### 1919년 증원
1919년 5월 말, 영국 북러시아 구호군 (영국 육군)이 영국, 미국 및 기타 반볼셰비키 군대의 철수를 지원하기 위해 도착했다. 주로 다음으로 구성되었다:
- 제45대대 및 제46대대, 로열 푸질리어 연대,[b]
- 제2대대, 햄프셔 연대,[17]
- 제1대대, 옥스퍼드셔 및 버킹엄셔 경보병 연대.[17]
  - 제201대대 기관총군단 2개 중대,
  - 중국 노동군의 무장 중대[18]
  - 제55포대, 왕립 주둔 포병대
  - 제240 경참호 박격포대,
  - 제241 경참호 박격포대,
  - 제250 신호 중대, 왕립 공병대
  - 그리고 제385 야전 중대, 왕립 공병대.[19]

### 미국

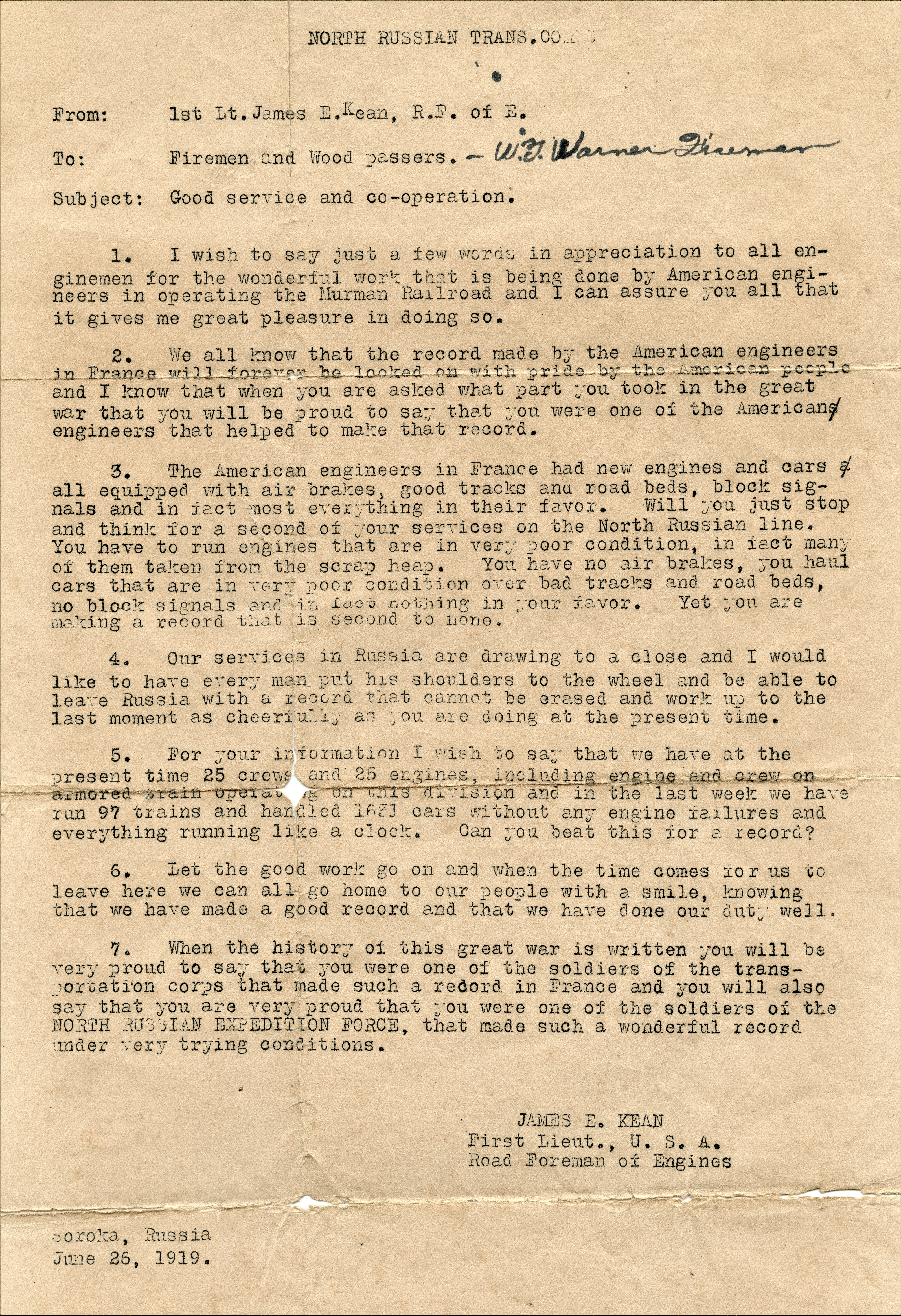
1919년 6월 26일, 미 육군 제1중위 제임스 E. 킨이 러시아에서 자신의 부대 임무를 강조한 편지

북러시아 원정군 (일명 북극곰 원정대): 미국 육군 약 5,000명의 병력, 다음을 포함한다:
- 제310 공병대,
- 제339 보병대,
- 제337 야전 병원,
- 그리고 제337 야전 위생 중대.
- 또한 무르만스크-페트로그라드 노선을 운영하기 위해 무르만스크로 파견된 제167 및 제168 철도 중대. 미국 해군: 1918년 8월과 9월 동안 순양함 USS 올림피아 (영국 해군 부대에 배속된 53명의 병력 포함).

### 프랑스
주로 제21 임시 식민지 보병대대, 스키 부대 1개 중대, 그리고 공병대. 제2 식민지 포병 연대 소속 3개 포대 (제61, 62, 63 포대)가 지원 화력을 제공했다. 여기에 SBAL처럼 현지에서 모집된 반볼셰비키 러시아 자원병으로 구성된 프랑스 외인부대의 북러시아 대대가 보충되었다. 그들의 용감함으로 인해 그들은 미국인과 영국인으로부터 각각 수훈십자장 1개와 밀리터리 메달 6개를 수여받았다.

### 이탈리아
시폴라 대령이 지휘하는 무르만스크 주둔 이탈리아 원정군 1,350명.

### 러시아
"백러시아군"은 북부군 (이전에는 알렉산드르 케렌스키의 러시아 임시 정부군이었으며 예브게니 밀레르 장군이 지휘했다)을 포함했다.

### 기타 국가
북부의 알렉산드르 콜차크 군대에 배속된 1,000명의 세르비아 및 폴란드 보병 (시베리아 군대와는 별개이며, 시베리아 군대에는 체코슬로바키아 군단이 포함되었다).
30명의 체코슬로바키아 자원병, 그들 중 일부는 영국 육군에 직접 복무했고, 일부는 체코슬로바키아 군단에서 파견되어 영국 육군에 배속되었다.

## 대립하는 세력
이 국제군에 대항한 것은 볼셰비키 제6군과 제7붉은군으로, 1918년 5월에 북부 전선 (러시아 소비에트 연방 사회주의 공화국)에 통합되었으며 전투 준비가 미흡했다.

## 무르만스크 상륙
영국의 첫 참전은 1918년 3월 초 무르만스크 상륙이었다. 아이러니하게도, 러시아에 대한 영국의 첫 상륙은 현지 소비에트 의회의 요청으로 이루어졌다. 무르만스크 소비에트는 독일에 의한 도시 공격을 우려하여 연합군이 보호를 위해 병력을 상륙시켜 줄 것을 요청했다. 레프 트로츠키는 1918년 2월~3월 독일의 러시아 침공 이후 소비에트에 연합군의 지원을 받아들이라고 명령했다. 1918년 3월 4일, 독일과 볼셰비키 정부 간의 브레스트-리토프스크 조약이 체결된 다음 날 170명의 영국군이 도착했다.
핀란드 내전 중 국경을 넘은 백핀란드인 자원병들이 러시아 마을인 페차모를 점령했고, 백핀란드인들이 이 마을을 독일군에게 넘겨주어 잠수함 기지로 사용할까 우려되었다. 독일군은 핀란드 내전 동안 군사적으로 그들을 지원했기 때문에 백핀란드인의 동맹이었다. 영국군은 5월 초, 스키전 부대인 백핀란드인들이 왕립 해병대와 HMS 코크란의 상륙군이 이끄는 정찰대를 격퇴했을 때 처음으로 전투에 참여했다. 두 번째 충돌은 5월 10일 툰투리마야에서 발생했으며, 왕립 해병대와 현지 가이드들이 측면 공격을 받아 다시 후퇴를 강요받았다. 영국군은 붉은 근위대와 함께 결국 승리하여 5월 11일까지 페차모를 확보했으며 여러 명의 사상자가 발생했다. 다음 몇 달 동안 이 지역의 영국군은 주로 붉은 군대를 지원하기 위해 백핀란드인들과 소규모 전투와 교전만 벌였다. 이 지역의 영국군 지휘권은 찰스 메이너드 소장에게 주어졌다. 6월 말, 600명의 영국 증원군이 도착했다. 이때까지 소련-연합국 관계는 불신에서 공개적인 적대감으로 변하고 있었다. 볼셰비키군은 무르만스크-페트로그라드 철도를 따라 마을을 점령하기 위해 파견되었지만, 일련의 교전에서 연합군이 공격을 격퇴했다. 이것은 연합군과 소비에트 러시아 군대 사이의 첫 실제 전투였다. 볼셰비키 병력을 실은 열차가 칸달락샤에서 북쪽으로 향하는 것이 발견되었지만, 메이너드는 세르비아 증원군이 도착하여 열차를 장악하기 전에 그들을 멈추게 하는 데 성공했다.
9월에, 지금까지 주로 백핀란드인과 소규모 전투와 교전만 벌였던 영국군은 1,200명의 이탈리아군과 소규모 캐나다 및 프랑스 대대의 도착으로 증강되었다. 초가을 무렵, 무르만스크 지역에서 메이너드 휘하의 영국군은 6,000명에 달했다. 그러나 11월 11일, 독일과 연합국 간의 휴전 협정이 체결되어 제1차 세계 대전이 종결되었으며, 이는 동부 전선을 재확립하려는 주요 목표가 이제 무의미해졌음을 의미했다. 영국군은 떠나지 않았다. 이 시점부터 영국의 유일한 목표는 백군 정부를 복구하고 볼셰비키를 권력에서 몰아내는 것이었다.

## 아르한겔스크 상륙

1918년~1919년 러시아 내전

1918년 8월 2일, 차르군 장교 게오르기 차플린이 이끄는 반볼셰비키 세력이 아르한겔스크에서 지역 소비에트 정부에 대항하여 쿠데타를 일으켰다. 영국 외교관들은 침공 준비를 위해 도시에 도착했으며, 풀 장군은 차플린과 쿠데타를 조율했다. 연합국 군함들은 백해에서 항구로 진입했다. 처음에는 약간의 저항이 있었고 연합국 함선에 포격이 가해졌지만, 1,500명의 프랑스와 영국 군대가 곧 도시를 점령했다. 북부 지방 정부는 차플린과 인기 혁명가 니콜라이 차이콥스키에 의해 수립되었지만, 사실상 풀 장군이 아르한겔스크를 운영했으며, 북부 지방 정부가 적기를 게양하기로 결정했음에도 불구하고 계엄령을 선포하고 적기를 금지했다.
8월 초 영국 언론에서는 연합국이 아르한겔스크를 점령했다고 보도되었지만, 당시 영국 당국에 의해 공식적으로 확인되지는 않았다.“Occupation of Archangel”. 《Newcastle Morning Herald and Miners' Advocate》. 1918년 8월 6일. 2017년 12월 12일에 확인함. 8월 17일까지 연합군이 오네가만 해안까지 진격했다는 보고가 있었다.“Allied Troops at Archangel”. 《The Border Morning Mail and Riverina Times》. 1918년 8월 17일. 2017년 12월 12일에 확인함.
아르한겔스크에서 남쪽으로 이어지는 통신선은 동쪽의 세베르나야드비나강, 바가 강, 아르한겔스크 철도, 서쪽의 오네가 강, 그리고 중앙의 바가 강과 철도 사이에 통신선을 제공하는 욤차 강이었다. 아르한겔스크가 점령되자마자 아르한겔스크-볼로그다 철도를 따라 남쪽으로 진격할 준비가 이루어졌다. 진격을 지원하기 위해 장갑 열차가 편성되었고, 8월 18일 연합군과 볼셰비키 장갑 열차 사이에 전투가 벌어졌다. 1918년 9월, 연합국은 아르한겔에서 약 100 마일 (160 km) 남쪽에 위치한 오보제르스카야를 점령했다. 공격 중, 영국 왕립 공군은 진격하는 연합군 보병에 공중 지원을 제공하여 폭격과 기총소사를 실시했다. 1918년 9월 4일, 약속된 미군 병력이 도착했다. 공병대의 지원을 받고 조지 스튜어트 대령의 지휘를 받는 3개 대대 병력이 아르한겔에 상륙했다. 이 병력은 4,500명에 달했다. 9월 초에는 구식 RE8 정찰-폭격기를 장비한 RAF 비행대대가 아르한겔 서비스 전용으로 창설되었다.

## 세베르나야드비나강을 따라 전진
영국 해군 소함대(HMS M33, HMS 폭스 등 모니터함 11척, 소해정, 러시아 포함)가 바가 강과 세베르나야드비나강이 합류하는 곳의 항해 가능한 수역을 이용하기 위해 편성되었다. 약 30척의 볼셰비키 포함, 기뢰, 무장 모터 보트가 연합군에 큰 피해를 입혔다.
라이오넬 새들리어-잭슨이 이끄는 연합군은 곧 폴란드군 및 백위대 병력과 합류했다. 세베르나야드비나강 양안에서 치열한 전투가 벌어졌다. 강 부대는 왕립 해병대가 이끄는 상륙 작전과 육상 및 해상에서 조율된 포병 지원으로 적의 지상 진지를 우회했다. 양측 모두 볼트액션 소총으로만 무장했기 때문에 그들의 루이스 경기관총은 효과적인 무기로 입증되었다.
제2/10 로열 스코츠는 드비나와 바가 사이의 삼각형 지대를 소탕하고 여러 마을과 포로를 확보했다. 강력하게 요새화된 플레스 마을은 정면 공격이 불가능했기 때문에 'A' 중대는 1개 소대를 제외하고 늪지를 통한 측면 기동을 시도했다. 다음 날 아침 중대는 플레스 뒤쪽의 카르곤닌에 도착했고, 대규모 병력에 의해 차단당했다고 생각한 방어군은 두 마을을 모두 철수했다. 연대 역사가들은 이를 '주로 B1 병력에 의한 놀라운 행진'으로 묘사한다.
9월 중순, 연합군은 셀레츠코예에서 퇴각했으며, 이 정착지를 재점령하는 데 3일이 걸렸다. 9월 말까지 왕립 해병대와 제2/10 로열 스코츠는 니즈네-토임스키에 도달했지만, 경장비 연합군에게는 너무 강력했다. 드비나 강이 얼기 전에 철수했던 모니터함들은 볼셰비키 포함에 의해 포격당했다. 10월 초, 보로크 마을이 점령되었지만, 10월 9일 일련의 볼셰비키 공격이 시작된 후 스코츠군은 마을에서 철수해야 했다. 스코츠군은 마을 방어에서 5명을 잃었다. 10월 27일, 연합군은 톱사 근처 쿨리카에서 매복 공격을 받아 최소 27명이 사망하고 수십 명이 부상을 입었으며, 다른 병사들이 공황 상태에 빠졌을 때 용감하게 후퇴를 엄호했던 폴란드인 분견대가 없었다면 더 많은 사상자가 발생했을 것이다. 연합군은 겨울을 대비하여 방어선으로 철수했으며, 처음에는 캐나다 야전 포병대의 지원을 받아 여러 차례의 공격을 격퇴했고, 11월 11일에는 매우 격렬한 공격으로 절정에 달했다. 드비나 강변의 베레즈니크에 RE8s를 장비한 RAF 비행대대가 설치되었다. 한편, 10월에는 아르한겔-볼로그다 철도를 따라 볼셰비키와 미국 및 프랑스 군대 사이에 전투가 발생했다. 미군 철도 부대는 노선을 따라 진격을 계속할 수 있도록 철도 보수 작업을 했다.
1918년 겨울, 연합군은 대부분 비활동적이었고, 겨울 정찰대만 파견하면서 방어 시설을 건설했다. 북러시아 전역에서 백러시아군이 처음으로 전투에 투입된 1918년 12월 11일, 백러시아군은 반란을 일으켰다. 주동자들은 아이언사이드 장군의 명령으로 총살당했다.

## 확전

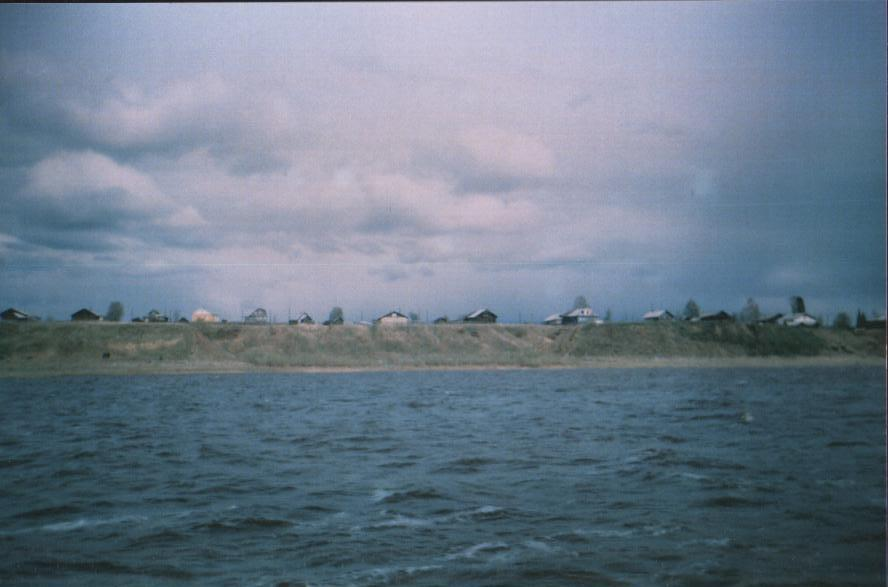
세베르나야드비나강에서 본 코네츠고리예

4개월 이내에 연합국의 전선은 세베르나야드비나강과 오네가호 지역을 따라 30–50 킬로미터 (19–31 mi) 축소되었는데, 이는 볼셰비키의 공격이 더욱 지속되었기 때문이다. 볼셰비키는 1918년 휴전 기념일에 북부 드비나 전선을 따라 지금까지 가장 큰 공세를 개시했으며, 1918년 휴전 기념일에는 1919년의 최종 방어선이었던 쿠르고민–툴가스 전선에서 툴가스 전투 (툴가스)가 치열하게 벌어졌다. 트로츠키는 레닌의 명령에 따라 붉은 군대 총사령관으로서 이 임무를 직접 감독했다. 1,000명의 붉은 군대가 마을을 공격했고, 미국과 스코틀랜드의 방어군은 빠르게 후퇴했다. 야전 병원이 점령되었고 대형 방어 포대가 위협받았지만, 치열한 백병전 끝에 붉은 군대는 포대에서 밀려났다. 볼셰비키군은 전사, 부상 또는 포로로 650명이나 잃었고, 미국군은 3명을 잃었고 17명의 스코틀랜드군이 전사했다. 연합군은 11월 14일까지 볼셰비키 공세를 진압하는 데 성공했다. 독일에 대한 휴전 소식이 전해지자 아르한겔에 있던 많은 영국군 병사들은 북러시아에서의 빠른 철수를 간절히 기대했지만, 그들의 희망은 곧 좌절되었다.
볼셰비키는 1919년에 포병에서 우위를 점했고, 바가 강이 급히 대피되는 동안 공세를 재개했다. 제2/10 로열 스코츠의 'A' 중대는 영하 40~60도의 기온에서 썰매를 타고 50 마일 (80 km) 이상 행군하여 바가에서 심하게 압박받는 병력을 강화해야 했다. 1919년 1월 27일, 아르한겔에서는 볼셰비키가 아르한겔-볼로그다 철도의 영국군 진지에 독가스 포탄을 발사했다는 소식이 접수되었다. 볼셰비키의 독가스 사용은 곧 영국 언론에 발표되었다. 볼셰비키는 북러시아에서 영국군에 대해 최소 두 번 독가스 포탄을 사용했지만, 그 효과는 제한적이었다.
드비나 전선에서 툴가스는 1월 26일 붉은 군대에 의해 공격받았다. 볼셰비키는 원래 미국과 스코틀랜드 방어군을 격퇴했지만, 다음 날 아침 연합군은 결연한 반격 후 정착지를 재탈환했다. 볼셰비키는 다음 3일 동안 계속 공격했으며, 연합군은 4일 후 철수하면서 정착지에 불을 지르기로 결정했다. 연합군은 곧 그 마을을 다시 점령했다. 1919년 초 드비나 강을 따라 볼셰비키 공격은 더욱 거세지고 있었다.
강 부대 모니터함들은 1919년 9월 볼셰비키 포함과 마지막으로 성공적인 교전을 벌였다. 그러나 HMS M25와 HMS M27 두 척의 모니터함은 강 수위가 낮아져 하류로 항해할 수 없게 되자 볼셰비키군에 포획되는 것을 막기 위해 1919년 9월 16일 자침되었다.
무르만스크 전선에서 영국은 볼셰비키를 권력에서 축출하는 데 성공할 유일한 방법은 대규모 백러시아군을 양성, 훈련, 장비시키는 것이라고 결정했다. 그러나 모집 및 징병 시도는 충분한 병력을 확보하는 데 실패했다. 따라서 징병할 수 있는 더 많은 인구 밀집 지역을 점령하기 위해 남쪽으로 이동하기로 결정했다. 1919년 2월, 영국이 공격하는 볼셰비키군에 맞서 방어전을 벌이는 동안, 영국은 지역 주민을 징병할 수 있는 추가 영토를 점령하기 위해 공세를 시작하기로 결정했다. 이것은 연합국과 볼셰비키 간의 무르만스크 전선에서 첫 번째 중요한 작전이 될 것이었다. 주로 캐나다인으로 구성된 600명의 병력으로 2월 중순에 공격이 시작되었다. 강렬한 저항에 부딪혔지만, 세게야 마을은 점령되었고 붉은 군대 주둔군의 절반이 전사, 부상 또는 포로가 되었다. 증원군을 실은 볼셰비키 열차는 선로가 끊기면서 의도적으로 탈선되었고, 탈출하는 병사들은 기관총 사격으로 전멸당했다. 2월 공세 동안 영국군은 붉은 군대를 소로코 너머 올림피까지 남쪽으로 밀어붙였다. 볼셰비키의 반격 시도에도 불구하고, 2월 20일까지 3,000제곱마일의 영토가 점령되었다.
9월 22일, 연합군의 철수가 이미 진행 중인 상황에서 왕립 스코츠 연대 소속 영국 분견대가 어선 4척을 타고 강을 따라 칸달락샤로 파견되어 그곳의 철도에 대한 핀란드 볼셰비키의 사보타주 작전을 저지했다. 영국군은 상륙하기도 전에 매복 공격을 받아 큰 피해를 입었으며, 13명이 전사하고 4명이 부상당했다. 그 결과, 저항 없는 볼셰비키는 여러 다리를 파괴하여 한동안 철수를 지연시켰다. 사망자 중 한 명인 요크셔 오름스비 출신 병사는 9월 26일 부상으로 사망했는데, 그는 북러시아에서 전사한 마지막 영국군 병사였다.
1919년 초 북부 전선에서 가장 남쪽으로 진격한 곳은 바가 강의 셴쿠르스크와 세베르나야드비나강의 니즈냐야 토이마에 있는 연합군 임무단이었는데, 이곳에서 가장 강력한 볼셰비키 진지를 만났다. 전략적으로 중요한 셴쿠르스크는 영국군 사령관 아이언사이드에 의해 아르한겔스크 다음으로 '북러시아에서 가장 중요한 도시'로 묘사되었으며, 그는 전선을 유지하기로 결심했다. 그러나 영국군과 연합군은 1919년 1월 19일부터 20일까지 벌어진 치열한 전투 끝에 셴쿠르스크에서 쫓겨났으며, 이 과정에서 미국군은 17명의 병력을 잃었다. 미국과 백러시아 연합군 450명은 자신들의 3배 또는 4배에 달하는 볼셰비키 병력을 격퇴했지만, 이 과정에서 약 50명의 사상자를 냈다. 셴쿠르스크 전투는 영하 45도의 기온에서 벌어졌다. 다음 날 동안 영국 왕립 공군 항공기는 셴쿠르스크에서의 철수를 지원하기 위해 여러 차례 폭격 및 정찰 임무를 수행했다. 셴쿠르스크 전투는 전역의 중요한 전환점이었으며, 연합군의 패배는 다음 몇 달 동안 철도 및 드비나 전선에서 그들을 매우 어려운 상황에 놓이게 했다. 3월 8일, 영국군을 바가 진지에서 밀어내기로 결심한 볼셰비키는 키차를 공격했다. 붉은 군대는 정착지를 포격하기 위해 가스탄을 사용하기까지 했지만, 모든 공격은 격퇴되었다. 그러나 마을의 많은 부분이 파괴되고 연합군이 적군에게 수적으로 열세였기 때문에 철수를 결정했다.
아르한겔스크 남쪽 철도 전선에서 연합군은 점차 전진하고 있었다. 3월 23일, 영국군과 미군이 볼시예 오제르키 마을을 공격했지만, 첫 번째 공격자들은 격퇴되었다. 다음 날 아침 공격을 재개하라는 명령이 내려졌지만, 일부 영국군 병사들은 한동안 따뜻한 식사를 하지 못했다며 반발했다. 4월 2일 또 다른 공격이 격퇴되었다. 다음 날, 500명의 볼셰비키가 슈레드 메흐렌가를 공격했지만, 결국 격퇴되었고 영국군은 사망자가 없었음에도 불구하고 100명이 넘는 붉은 군 병사들이 전사했다. 또 다른 볼셰비키 공격이 셀츠코예에 개시되었지만, 그 공격도 실패했다. 총 500명의 볼셰비키 병사들이 하루 만에 두 공격에서 사망했다.
많은 영국군과 외국군 병사들은 종종 싸우기를 거부했고, 볼셰비키 공격은 일부 영국군 병사들이 지휘관이 사망하면 심지어 자신들 편으로 넘어올 수도 있다는 믿음으로 시작되었다. 수많은 백군 반란은 연합군 병사들의 사기를 저하시켰고 사기에 영향을 미쳤다. 연합군도 자체적인 반란으로 영향을 받았는데, 영국 요크셔 연대와 왕립 해병대뿐만 아니라 미국 및 캐나다군도 반란을 일으켰다. 4월에는 볼셰비키에 대한 선제 공격이 우로소제로에 개시되었다. 프랑스 장갑 열차가 마을을 포격했고, 50명의 볼셰비키 병사를 잃고 점령되었다. 5월에는 대규모 공세가 시작되었다. 5월 8일, 카렐스카야의 연합군 진지가 공격을 받아 8명이 전사했다. 5월 15일 메드베지예고르스크 진격 중, 완강한 볼셰비키의 방어는 총검 돌격으로만 끝낼 수 있었다. 영국군과 볼셰비키 장갑 열차는 영국군이 지역 철도의 더 많은 통제권을 장악하려 할 때 서로 포격전을 벌였다. 이탈리아군과 프랑스군이 영국군과 함께 진격하면서 이 마을은 5월 21일 마침내 점령되었다. 5월 공세는 연합군을 이 지역에서 가장 큰 마을인 페트로자보츠크까지는 데려가지 못했다.
5월 공세 이후, 오네가호 주변에서는 상당한 공중 활동이 있었다. 영국은 룸부시(Lumbushi)에 비행장을 건설하고, 6대의 R.E.8 비행기에 더해 수상 비행기를 도입했다. 수상 비행기는 볼셰비키 선박을 폭격하여 4척을 격침시키고 장갑 구축함을 포함한 3척을 나포했다.
4월, 영국 본토에서 새로 창설된 '북러시아 구호군'에 대한 공개 모집이 시작되었는데, 이 자원군은 러시아 내 기존 영국군 진지를 방어하는 것을 유일한 목적으로 한다고 주장되었다. 4월 말까지 3,500명이 입대하여 북러시아로 파견되었다. 부대 창설에 대한 여론은 엇갈렸으며, 일부 신문은 더 지지하는 입장을 보였다. 구호군은 마침내 5월 말부터 6월 초에 북러시아에 도착했다.
4월 25일 백러시아 대대 하나가 반란을 일으켜, 300명이 볼셰비키로 넘어간 뒤 툴가스에서 연합군을 공격했다. 캐나다 방어군은 다음 마을로 6마일을 후퇴해야 했고, 그곳에서 많은 사상자가 발생한 후 공격이 마침내 격퇴되었다. 볼셰비키가 툴가스를 점령했다는 것은 이제 붉은 군대가 연합군 전선에서 10마일 떨어진 드비나 강의 왼쪽 강둑을 점령했다는 것을 의미했다. 4월 30일 볼셰비키 소함대가 나타났는데, 29척의 강선과 5,500명의 병력이 세 지역의 총 550명의 연합군을 공격했다. 우월한 포병 덕분에 연합군은 살아남았고, 강 소함대는 결국 후퇴했다. 툴가스는 결국 재점령되었다.
5월과 6월, 1918년 8월과 9월에 아르한겔스크에 도착했던 영국군 원정군의 부대들은 마침내 귀국 명령을 받았다. 6월 초 프랑스군이 철수하고 왕립 해병대 분견대도 귀국했으며, 모든 캐나다군도 본국 송환 요청에 따라 철수했다. 남아 있던 모든 미군도 귀국했다. 세르비아군(아마도 메이너드의 최고의 보병 전투원이었을 것이다)은 주변에서 다른 병력들이 철수하면서 신뢰할 수 없게 되었다. 7월 3일까지 이탈리아 중대는 휴전 이후 러시아에 계속 주둔하는 것에 심각하게 불만을 품고 반란 직전이었다. 7월 중순, 2개 중대의 미국 철도 부대도 철수했다. 왕립 해병대 부대는 2월부터 휴전 이후 러시아에 강제로 주둔해야 하는 것에 대한 불만을 표출했으며, 지휘관들에게 귀국을 공개적으로 요구했다. 무르만스크로 가는 첫 열차를 강탈하겠다는 위협적인 편지가 장교들에게 보내졌다. 병사들은 1919년 내내 심각한 군사 작전에 참여하는 것을 점점 더 꺼려했다. 북부에 주둔한 프랑스군과 미군도 마찬가지로 싸우기를 꺼려했으며, 아르한겔스크의 프랑스군은 방어적인 작전 외에는 어떤 작전에도 참여하기를 거부했다. 6월 동안 오네가호에서는 연합국 함선과 볼셰비키 함선 사이에 소규모 해전이 발생했다. 영국 수상 비행기가 나타나 공격했을 때 볼셰비키군은 완전히 기습당했다. 카르타시 정착지는 그 달에 점령되었다. 자원병 모집 시 방어 목적으로만 사용될 것이라고 들었음에도 불구하고, 6월에는 북러시아 구호군 병력을 사용하여 핵심 도시인 코틀라스를 점령하고 시베리아의 콜차크 백군과 합류하는 새로운 공세를 계획했다. 톱사(Topsa)와 트로이차(Troitsa) 마을은 이 작전을 예상하여 점령되었으며, 150명의 볼셰비키가 전사하고 450명이 포로로 잡혔다. 그러나 콜차크군이 빠르게 밀려나면서 코틀라스 공세는 취소되었다.
1919년 7월 초, 영국군 지휘 아래 있던 또 다른 백군 부대가 반란을 일으켜 영국군 장교들을 살해하고 100명이 볼셰비키에게 탈영했다. 같은 달 말에는 호주군에 의해 또 다른 백군 반란이 저지되었다. 7월 20일, 핵심 도시 오네가의 백군 3,000명이 반란을 일으켜 도시를 볼셰비키에게 넘겨주었다. 이 도시의 상실은 연합군에게 상당한 타격이었는데, 백해(White Sea)가 얼어붙어 아르한겔스크가 해상 교통에 접근할 수 없게 되는 연중 몇 달 동안 무르만스크와 아르한겔스크 전선 간의 보급품 및 병력 수송에 이용 가능한 유일한 육상 경로였기 때문에 특히 중요한 통신선이었다. 이 사건은 영국이 백군에 대한 남아 있는 신뢰를 모두 잃게 만들었고 철수하려는 욕구에 기여했다. 곧 도시를 탈환하려는 시도가 이루어졌지만, 7월 말 실패한 공격에서 영국군은 백군 분견대를 도시로 총을 겨누고 상륙시켜야 했다. 그들은 전투에 참여하지 않겠다고 완강히 주장했기 때문이었다. 한 연합국 선박에서는 전투에서 포로로 잡힌 볼셰비키 포로 5명조차도 배에 타고 있던 200명의 백러시아인들을 거의 저항 없이 일시적으로 제압하고 배를 장악하는 데 성공했다. 연합군의 좌절에도 불구하고, 7월 말 해병대대인 제6 왕립 해병 보병대는 영국군을 지원하기 위해 파견되었다.

## 최종 공세
드비나 전선에서의 마지막 두 달, 즉 1919년 8월과 9월은 내전 중 영국군과 붉은 군대 병력 사이에서 가장 치열한 전투를 목격하게 될 것이다. 8월, 철수 전 볼셰비키의 사기에 타격을 주고 백군 병력의 사기를 높이기 위해 드비나를 따라 대규모 공세가 시작되었다. 이의 일환으로 고로도크 마을에 대한 공격이 이루어졌다. 공격이 시작되기 전, RAF DH.9 6대, DH.9A 5대, 소프위드 스나이프 2대가 두 차례의 성공적인 공습으로 마을에 3톤의 폭탄을 투하했으며, 8월 10일 영국 비행기들은 다른 볼셰비키 점령 마을에도 폭탄을 투하했다. 공격 중 750명의 볼셰비키 포로가 잡혔고, 한 포대는 독일군이 운용하고 있음이 밝혀졌다. 셀트소 마을도 공격받았지만, 강력한 볼셰비키 방어가 영국군의 진격을 저지했다. 그러나 코차미카, 진타, 리포베츠, 자니스카야 마을은 거의 저항 없이 점령되었다. 총 공세로 약 700명의 붉은 군이 전사했으며 성공적으로 평가되었다. 이때 아르한겔스크 남쪽 철도 전선에서도 전투가 있었고, 8월 19일 알렉산드로바 정착지에 대한 습격이 발생했다. 8월 24일, 피네가 강 상공에서 영국 R.E.8 항공기와 볼셰비키 뉴포르 전투기 2대 사이에 공중전이 벌어졌고, 영국 항공기는 관측병이 조종사가 의식을 잃은 채 100마일을 비행하여 기지로 안전하게 돌아왔다. 9월 10일, 오네가 시가 탈환되었다. 미국 강 부대 모니터함들은 1919년 9월 볼셰비키 포함과 마지막으로 성공적인 교전을 벌였다. 그러나 HMS M25와 HMS M27 두 척의 영국 모니터함은 강 수위가 낮아져 하류로 항해할 수 없게 되자 볼셰비키군에 포획되는 것을 막기 위해 1919년 9월 16일 자침되었다.
9월, 연합군은 무르만스크 전선에서 마지막 공세를 시작하여, 계획된 철수 후 백군이 유리한 위치에 있도록 볼셰비키군을 파괴하는 것을 목표로 했다. 1918년 8월 28일, 영국 제6 왕립 해병 보병대대는 무르만스크로의 영국군 철수를 확보하기 위해 동 카렐리야로의 광범위한 공세의 일환으로 볼셰비키로부터 코이코리(Koikori) 마을을 점령하라는 명령을 받았다. 세르비아군은 영국군이 볼셰비키 마을로 진격하려 할 때 영국군을 지원했다. 마을 공격은 disorganized했고, 3명의 해병이 전사하고 18명이 부상당했으며, 효과적으로 공격을 이끌지 못한 대대장도 포함되었다. 일주일 후, B 및 C 중대는 이번에는 육군 소령이 이끌고 코이코리를 다시 점령하려 시도했으며, D 중대는 우수나 마을 공격에 참여했다. 영국군은 코이코리에서 다시 격퇴당했으며, 육군 소령은 전사하고 두 해병 중대장은 부상을 입었다. D 중대도 우수나 주변에서 볼셰비키군에게 격퇴당했으며, 대대 부관은 저격수의 총격으로 전사했다.
다음 날 아침, 9월 9일, 마을에 대한 또 다른 공격 가능성에 직면하여 한 해병 중대는 명령을 거부하고 인근 우호적인 마을로 철수했다. 그 결과, 대대원 93명이 군법회의에 회부되었고, 13명은 사형을 선고받았으며, 다른 병사들은 상당한 기간의 노역형을 선고받았다. 1919년 12월, 여러 국회의원의 압력으로 정부는 사형 선고를 취소하고 유죄 판결을 받은 모든 병사들의 형량을 크게 줄였다.“Obituary: Brigadier Roy Smith-Hill”. 《The Times》. 1996년 8월 21일. 2025년 5월 2일에 확인함. Arthur, Max (1996년 8월 12일). “Obituaries: Brigadier Roy Smith-Hill”. 《The Independent》.
세르비아군과 백러시아군은 9월 11일과 14일에 다시 공격했지만, 이 공격들도 실패했다. 그러나 영국군은 9월 18일까지 누르미스 강에 도달했으며, 6,000명의 백러시아군을 포함한 9,000명의 병력이 이 최종 공세에 참여했다.
9월 6일, 제2대대 햄프셔 연대 지휘관인 셔우드-켈리 중령은 데일리 익스프레스에 북러시아 전역을 비난하는 공개 서한을 발표했는데, 그는 자원병인 영국군이 (그렇지 않다고 들었음에도 불구하고) 공격 작전에 사용되고 있으며, 지역 백군 "꼭두각시" 정부는 "대중의 신뢰와 지지 기반이 전혀 없다"고 주장했다. 이 서한은 영국 대중과 병사들의 북러시아 철수 열망에 기여했다.

## 영국군의 철수

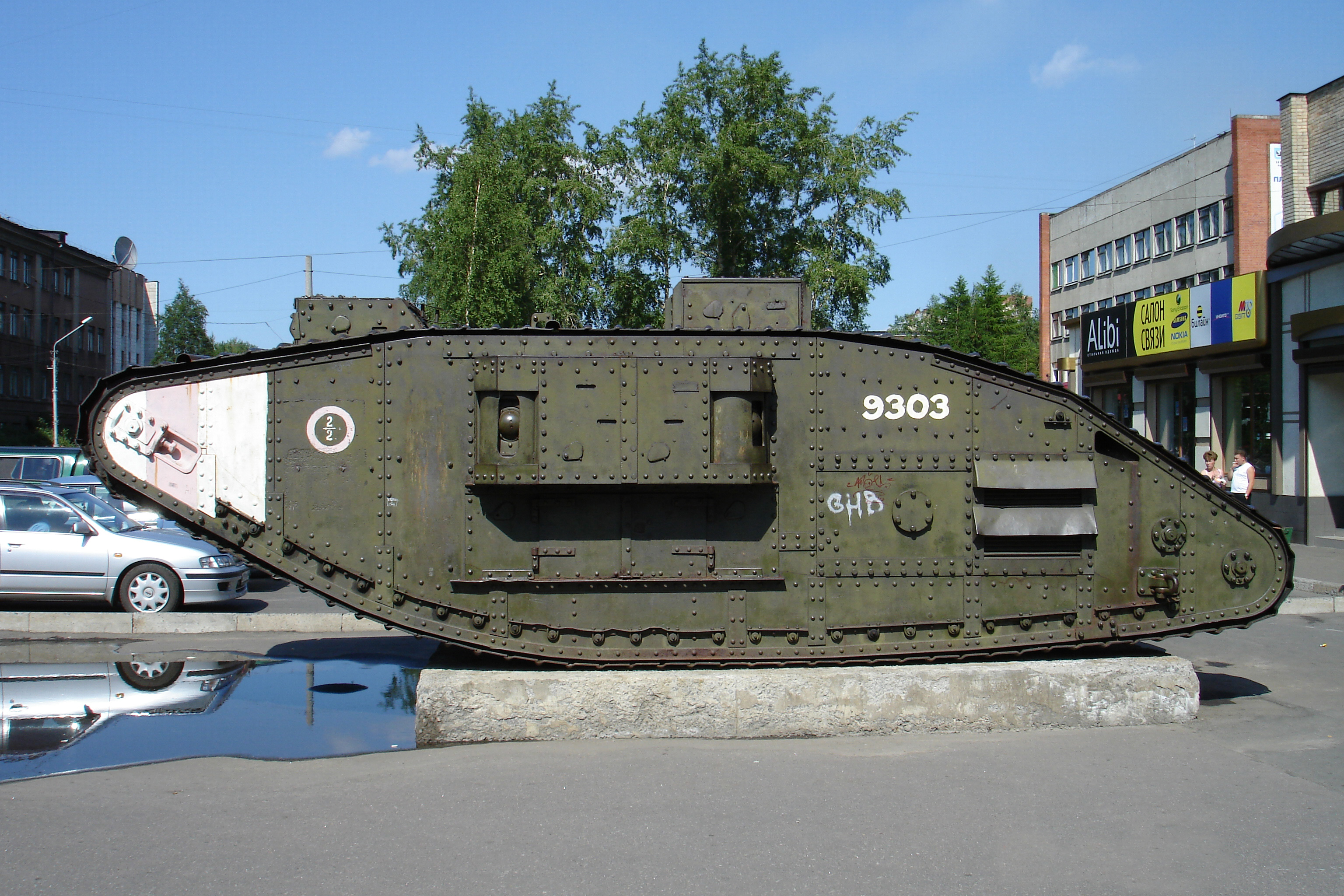
아르한겔스크에 있는 노획된 영국군 마크 V 전차 (2006년)

백러시아군을 지원하고, 새로 임명된 육군 장관 윈스턴 처칠의 말처럼 "볼셰비키 국가를 태어나자마자 목졸라 죽이려는" 국제 정책은 영국에서 점점 더 인기를 잃었다. 1919년 1월 데일리 익스프레스는 비스마르크의 말을 인용하여 "동유럽의 얼어붙은 평야는 단 한 명의 척탄병 뼈만큼도 가치가 없다"고 외치며 대중의 의견을 반영했다.
1919년 4월부터 측면을 방어하지 못하고 백러시아군 내부에서 반란이 발생하자 연합군은 철수를 결정했다. 슈수가에 있던 영국 장교들은 러시아 포병들이 충성심을 유지했기 때문에 운 좋게 탈출할 수 있었다. 여러 서구 군사 고문들은 볼셰비키에게 넘어간 백군 반란군에 의해 살해당했다. 볼셰비키는 영국군이 싸우지 않고 떠나는 것을 허용할 의도가 없었고, 9월 6일 영국군 진지에 대한 공격을 재개했다. 코데마, 이바노프스카야, 푸체가, 추디노바 마을에서 전투가 벌어졌는데, 81명의 볼셰비키가 전사하고 99명이 포로로 잡혔다. 총 공격에서 163명의 볼셰비키가 전사했으며, 영국군은 1명만이 전사했다. 다음 주 동안 볼셰비키는 영국군 전선을 계속 공격하며 매우 빠르게 전진했고, 플레스와 슈숭가에서 충돌이 발생했다. 공격자들은 이후 7월 7일 영국군 전선에서 반란을 일으켜 볼셰비키로 넘어간 민간인 파르티잔과 탈영병의 연합군으로 확인되었다. 이 시점에서 영국군은 북러시아 철수를 준비하기 위해 아르한겔스크로 철수하기 시작했다.
영국 육군성은 헨리 롤린슨 장군을 북러시아로 파견하여 아르한겔스크와 무르만스크 양쪽에서 철수 작전을 지휘하도록 했다. 롤린슨 장군은 8월 11일에 도착했다.
9월 동안 볼시예 오제르키에 대한 볼셰비키의 두 차례 공격이 있었는데, 첫 번째는 격퇴되었지만 9월 15일 750명의 붉은 군 병력이 마을에 진격하여 사방에서 공격을 가해 영국군과 연합군 방어군에 막대한 피해를 입혔다. 9월 22일, 연합군의 철수가 이미 진행 중인 상황에서 왕립 스코츠 연대 소속 영국 분견대가 어선 4척을 타고 강을 따라 칸달락샤로 파견되어 그곳의 철도에 대한 핀란드 볼셰비키의 사보타주 작전을 저지했다. 영국군은 상륙하기도 전에 매복 공격을 받아 큰 피해를 입었으며, 13명이 전사하고 4명이 부상당했다. 그 결과, 저항 없는 볼셰비키는 여러 다리를 파괴하여 한동안 철수를 지연시켰다. 사망자 중 한 명인 요크셔 오름스비 출신 병사는 9월 26일 부상으로 사망했는데, 그는 북러시아에서 전사한 마지막 영국군 병사였다.
1919년 9월 27일 아침, 마지막 연합군 병력이 아르한겔스크를 떠났고, 10월 12일 무르만스크는 버려졌다.

## 아르한겔스크 철도 및 미군 철수
오네가호와 동쪽 욤차 강까지 남쪽으로 제7붉은군에 대항하여 철수선을 확보하기 위한 소규모 작전이 아르한겔스크 철도를 따라 미국인이 운용하는 장갑 열차로 이루어졌다. 미국군이 떠나기 전 치른 마지막 대규모 전투는 1919년 3월 31일부터 4월 4일까지 볼시예 오제르키에서 벌어졌다.
미국은 와일즈 P. 리처드슨 준장을 미군 지휘관으로 임명하여 아르한겔스크에서 안전한 철수를 조직하도록 했다. 리처드슨과 그의 참모진은 1919년 4월 17일에 아르한겔스크에 도착했다. 6월 말까지 대부분의 미군 병력이 귀국 중이었고, 1919년 9월에는 마지막 미군 병사도 북러시아를 떠났다.

## 여파
러시아 백군 북부군은 홀로 붉은 군대에 맞서야 했다. 훈련이 제대로 되지 않은 그들은 붉은 군대의 상대가 되지 못했고, 1919년 12월 볼셰비키가 반격 공세를 시작하자 빠르게 붕괴했다.
많은 병사들이 항복했고, 육군 잔존 병력은 1920년 2월 아르한겔스크에서 철수했다. 1920년 2월 21일, 볼셰비키는 아르한겔스크에 진입했고, 1920년 3월 13일에는 무르만스크를 점령했다. 백군 북부 지방 정부는 소멸했다. 백북부 러시아군 지휘관 예브게니 밀레르는 최후까지 버티다 볼셰비키가 아르한겔스크에 진입하자 그리고리 차플린을 포함한 여러 다른 백군 장교들과 함께 쇄빙선을 타고 도주했다. 그들은 프랑스로 도망쳤지만, 밀레르는 나중에 볼셰비키에게 체포되어 1939년 처형당했다.

## 유산
1927년, 러시아 혁명 10주년을 기념하여 무르만스크에 구성주의 양식의 개입 희생자 기념비가 세워졌다. 이 기념비는 2025 현재까지 서 있다.Nikitin, Vadim (2017년 11월 30일). 《Diary》. 《런던 리뷰 오브 북스》 39. 2017년 12월 2일에 확인함.
이 개입은 서방에서는 대부분 잊혀졌지만, 러시아 학교와 대학에서는 서방의 러시아에 대한 적대감의 증거로 역사 수업에서 여전히 가르쳐지고 있다.

## 소설 속 전역
- 두 명의 가공의 텔레비전 캐릭터가 영국 원정군으로 참전했다: 웬 더 보트 컴즈 인의 잭 포드 (무르만스크 정보 장교)와 스텝토와 아들의 앨버트 스텝토.
- 이 전역은 알렉산더 풀러튼의 소설 《늑대를 보라》와 《피묻은 일몰》에 등장한다.
- 1990년 영화 《아르한겔스크》는 1919년 전쟁 중 아르한겔스크를 배경으로 한 초현실주의 드라마이다.
- 존 로턴의 소설 《그리고 우리는 베를린을 점령한다》(2013)에서 라다 류보바 백작부인은 (제2차 세계 대전 이후 영국을 배경으로 한 소설의 현재 시점에서) 자신이 "아르한겔스크 근처 영국군 전선에서 돌아왔다... '어리석은 짓이었다.'" 그리고 "체코 군단의 잔존 병력과 함께 시베리아를 횡단했다... '집에 다시 돌아온 사람은 많지 않았다.'"고 언급한다.

## 같이 보기
- 미국 시베리아 원정군
- 아우누스 원정
- 러시아 내 연합국 개입에 대한 호주군 기여 (1918–1919)
- 발트해에서의 영국 전역 (1918–1919)
- 에스토니아 독립 전쟁
- 무르만스크 군단
- 시베리아 개입
- 남러시아 개입
- 비에나 원정

## 내용주
1. ↑  영국 왕립 해병대 보병 (RMLI) 제6대대는 왕립 해병 포병대 1개 중대와 3개 해군 항구 창고에서 각각 차출된 중대들로 급조되었다. 장교들 중 지상 전투를 경험한 사람은 거의 없었다. 원래 목적은 북부 슐레스비히홀슈타인주가 독일에 남을지 덴마크에 귀속될지를 결정하는 투표를 감독하기 위해 플렌스부르크에 배치되는 것뿐이었다. 많은 해병대원들이 19세 미만이었으며, 그들을 해외로 파견하는 것은 이례적인 일이었을 것이다. 다른 이들은 포로로 독일에 억류되어 있다가 최근에 돌아왔으며 휴가를 받지 못했다. 갑작스러운 통보로 제6대대가 북극해의 러시아 무르만스크로 영국군 철수를 지원하기 위해 파견되었을 때 분노가 일었다. 여전히 전투를 예상하지 못한 대대는 육군 지휘 하에 특정 전초기지를 점령하라는 명령을 받았다.
2. ↑  제45대대 2개 중대와 기관총 중대 1개는 주로 서부 전선 참전 용사인 호주 자원병들로 구성되어 있었다. 대략 200~300명의 전 호주 제국군 병력.
3. ↑  R.E.8에는 관측병 조종석에 기본 이중 비행 제어 장치가 있었는데, 사용하지 않을 때는 접혀 있었다.[95]
4. ↑  DSO를 받은 마틴 로저스 스트로버 소령은 원래 왕립 야전 포병대 소속 대위였으나, 나중에 왕립 주둔 포병대 소령으로 전보되었다.[99][100]
5. ↑  의회에서 제기된 질문들은 약간 다른 이야기를 들려준다.

"토마스 의원은 롱 의원, 해군 장관에게 9월 9일 무르만스크의 왕립 해병대 특수 대대가 15시간 동안 식량 없이 힘든 전투를 치른 후 스트로버 소령[d]에게 철수하라는 말을 들었고, 지휘관이 아무도 없는 상태에서 식량을 구하기 위해 기지로 행군했으며, 그 결과 53명의 병사들이 대부분 2년의 징역형을 선고받아 국왕 폐하 해군 교도소, 보드민에서 복역 중임을 알고 있는지, 그리고 이 병사들의 남은 형량을 취소해야 하는지 여부를 확인하기 위해 철저한 조사를 할 것인지 물었다.[101]
며칠 후, 조지프 켄워시 해군 소령은 이렇게 말했다: "이 남자들 중 93명이 비겁함과 불복종 혐의로 감옥에 갇혀 있다는 것은 믿을 수 없는 일입니다. 전례 없는 사건입니다. 이 남자들이 배에서 내려 휴가를 받았는데, 그들이 라인강 주둔군으로 보내질 것이라는 지시를 받았다는 것이 사실입니까? 그들이 휴가에서 돌아온 지 6시간 후, 그리고 승선하기 전에 러시아로 보내질 것이라는 말을 들었다는 것이 사실입니까? 또한 그들이 그곳으로 파견되었고, 마음에 들지 않았음에도 불구하고 갔다는 것이 사실입니까? 이 남자들이 실제로 싸우기를 거부했는지 아니면 비겁함을 보였는지는 매우 의문입니다."[102]

## 참고 문헌
- Balbirnie, Steven (2016년 7월 2일). 《'A Bad Business': British Responses to Mutinies Among Local Forces in Northern Russia》. 《Revolutionary Russia》 29. 129–148쪽. doi:10.1080/09546545.2016.1243613. ISSN 0954-6545. S2CID 152050937.
- Bowyer, Chaz (1988). 《RAF Operations 1918–1938》. London: William Kimber. ISBN 978-0-71-830671-7.
- Brander, A. Michael (1976). 《Famous Regiments Series: The Royal Scots (The Royal Regiment)》. London: Leo Cooper. ISBN 978-0-85-052183-2.
- Davis, Donald; Trani, Eugene (2002). 《The First Cold War: The Legacy of Woodrow Wilson in U.S.–Soviet Relations》. 미주리 대학교 출판부. ISBN 978-0-82-621388-4.
- Foglesong, David S. (2014). 〈Fighting but Not At War〉. 《America's Secret War Against Bolshevism: U.S. Intervention in the Russian Civil War 1917–1920》. Chapel Hill: The University of North Carolina Press. 208–254쪽. ISBN 978-1-46-961113-6.
- Grey, Jeffery (1999). 《A Military History of Australia》 2판. Cambridge: Cambridge University Press. ISBN 978-0-52-164483-9.
- Hare, Paul R. (1990). 《The Royal Aircraft Factory》. London: Putnam. ISBN 0-85177-843-7.
- House, John M.; Curzon, Daniel P. M. (2019). 《The Russian Expeditions 1917–1920》. U.S. Army campaigns of World War I, (No. 77-10) 1판. Washington, D.C.: Center of Military History, United States Army. OCLC 1127909938.
- Kinvig, Clifford (2006). 《Churchill's Crusade: The British Invasion of Russia 1918–1920》. London: Hambledon Continuum. ISBN 1-85285-477-4.
- Mawdsley, Evan (2007). 《The Russian Civil War》. Pegasus Books. ISBN 978-1-933648-15-6.
- Millman, Brock (1998). 《The Problem with Generals: Military Observers and the Origins of the Intervention in Russia and Persia, 1917-18》. 《Journal of Contemporary History》 33. 291–320쪽. doi:10.1177/002200949803300207. S2CID 154104534 – Sage Publications 경유.
- Munt, Franck, 편집. (2015) [1921]. 《Historique sommaire du 2e régiment d'artillerie coloniale pendant la campagne de 1914–1918》 (PDF) (프랑스어) facs. repr. tableaudhonneur.free.fr판. Rennes: Impr. Oberthïr. OCLC 829611823.
- Paasilinna, Erno (1980). 《Kaukana maailmasta: historiaa ja muistoja Petsamosta》 [세상에서 멀리 떨어진 곳: 페차모의 역사와 기억] (핀란드어). Helsinki: Otava. ISBN 951-10604-2-2.
- Swettenham, John (1967). 《Allied Intervention in Russia 1918-1919 and the Part Played by Canada》. Toronto: The Ryerson Press.
- Willett Jr., Robert L. (2005). 《Russian Sideshow: America's Undeclared War, 1918–1920》. Potomac Books. ISBN 1-57488-706-8.
- Williamson, Howard J. (2018). 《The Military Medal Awarded to The Allied Armies by The British Government》. privately published by Anne Williamson. ISBN 978-1-99-967271-3.
- Wright, Damien (2017). 《Churchill's Secret War with Lenin: British and Commonwealth Military Intervention in the Russian Civil War, 1918–20》. Solihull: Helion. ISBN 978-1-911512-10-3.

## 더 읽어보기
- Albertson, Ralph (1920). 《Fighting Without a War: An Account of Military Intervention in North Russia》. New York: Harcourt, Brace and Howe.
- Baron, Nick (2007). 《The King of Karelia: Col. P. J. Woods and the British Intervention in North Russia 1918–1919: A History and Memoir》. London: Francis Boutle. ISBN 978-1-90-342732-3.
- Beevor, Antony (2022). 《Russia: Revolution and Civil War, 1917–1921》. London: Weidenfeld & Nicolson. ISBN 978-1-474-61014-8.
- Brough, Ray (1991). 《White Russian awards to British & Commonwealth servicemen during the Allied Intervention in Russia 1918–1920》. London: Tom Donovan. ISBN 978-1-87-108508-2.
- Bujak, Philip (2008). 《Undefeated: The Extraordinary Life & Death of Lt. Col Jack Sherwood Kelly VC, DSO, CMG》. Forster Books. ISBN 978-0-95-519022-3.
- Droulin, Laurent (2016) [2012]. 《Corps expéditionnaire français en Russie du Nord, 1918–1919》 (ePUB) (프랑스어). Auto-Édition. ISBN 978-2-9542358-0-6 – Fnac 경유.
- Jackson, Robert (1972). 《At War With The Bolsheviks: The Allied intervention into Russia, 1917–20》. London: Tom Stacey. ISBN 978-0-85-468265-2.
- Quinlivian, Peter (2006). 《Forgotten Valour: The Story of Arthur Sullivan (VC)》. Frenchs Forest, NSW: New Holland. ISBN 978-1-74-110486-8.
- Wright, Damien (2024). 《Australia's Lost Heroes: Anzacs in the Russian Civil War 1919》. Newport, NSW: Big Sky. ISBN 978-1-92-314406-4.